# Rémy Vogel
Rémy Vogel (26. november 1960 i Strasbourg, Frankrig - 17. oktober 2016) var en fransk fodboldspiller (midtbane).
Vogel startede sin karriere hos RC Strasbourg i sin hjemby, hvor han spillede fra 1978 til 1987. Herefter skiftede han til AS Monaco, som han repræsenterede de følgende tre sæsoner. Han var med til at vinde det franske mesterskab med begge klubber, i 1979 med Strasbourg og i 1988 med Monaco.
Vogel spillede desuden én kamp for Frankrigs landshold, en EM-kvalifikationskamp mod Sovjetunionen 9. september 1987.

## Titler
Ligue 1
- 1979 med RC Strasbourg
- 1988 med AS Monaco